# 塞勒涅冰原島峰
71°8′S 68°48′W / 71.133°S 68.800°W
塞勒涅冰原島峰（英語：Selene Nunatak）是南極洲的冰原島峰，位於亞歷山大一世島東部，處於普拉尼特高地的一部分，海拔高度約1,200米，以希臘神話中的月亮女神命名。